# ノルマンディーサラブレッドレーシング
株式会社ノルマンディーサラブレッドレーシング（Normandy Thoroughbred Racing Co. Ltd.）は、日本中央競馬会に馬主登録をしている、北海道新ひだか町の競走馬生産牧場である岡田スタッドを母体とするクラブ法人である。愛馬会法人「株式会社ノルマンディーオーナーズクラブ」より匿名組合契約に基づく競走馬の現物出資を受けて、中央競馬などの競走に出走させている。
勝負服の柄は水色、白山形二本輪、袖白縦縞、冠名は特に用いない。

## 概要
クラブ名の「ノルマンディー」は、岡田将一の父である岡田牧雄（岡田スタッド代表）が実家以外で初めて働いたアメリカ合衆国ケンタッキー州の牧場名に由来している。
2012年に第1世代の募集を開始。「どこよりもリーズナブルで利益率が高く」、「どこよりも取っ付きやすいクラブ」を目指している。新規開拓を促進するため、月会費は1000円という低価格に設定されている。
馬名の命名にあたっては、出資者から候補名を募集し、全会員による投票で決定するという独特の形式を採用している。

## 主な所有馬

### 現役馬
- アナザートゥルース - 2019年アンタレスステークス、2020年ダイオライト記念、2024年東海桜花賞
- ノーブルロジャー - 2024年シンザン記念

### 引退馬
- ローズジュレップ - 2016年兵庫ジュニアグランプリ、2017年クラウンカップ
- プラチナムバレット - 2017年京都新聞杯
- ブラゾンドゥリス - 2017年黒船賞、2021年御厨人窟賞
- ルールソヴァール - 2018年佐賀記念、2020年・2022年旭岳賞
- ビスカリア - 2019年TCK女王盃
- デアリングタクト - 2020年桜花賞、優駿牝馬、秋華賞